# Giovane sacerdotessa
La Giovane sacerdotessa (Jeune Prêtresse) è un quadro dipinto dal pittore francese William-Adolphe Bouguereau nel 1902. Esposta al Salon des artistes français del 1902, l'opera è conservata alla Memorial Art Gallery di Rochester a seguito di una donazione del 1973.

## Descrizione
Quest'olio su tela ritrae una ragazza dal volto ovale e dai capelli neri che indossa un abito rosa e che impugna un lungo bastone aureo nella mano destra. Come molte figure femminili dell'artista, è scalza, e i suoi piedi poggiano su un mosaico con una decorazione ellenizzante. Dietro di lei si trova una tenda bianca che ricade sul pavimento a mosaico. La pulzella si tocca la guancia sinistra con un dito mentre guarda lo spettatore. Secondo il titolo si tratta di una sacerdotessa, probabilmente una dell'antichità greco-romana.
Quest'opera venne completata tre anni prima della scomparsa del pittore roccellese e testimonia il suo continuo interesse per i temi dell'antichità classica, che hanno costellato le sue opere durante tutta la sua carriera: infatti, oltre a questa tela, Bouguereau aveva esposto allo stesso Salone parigino anche Le Oreadi, considerato tra i suoi ultimi capolavori.